# Bahnhof Deisenhofen

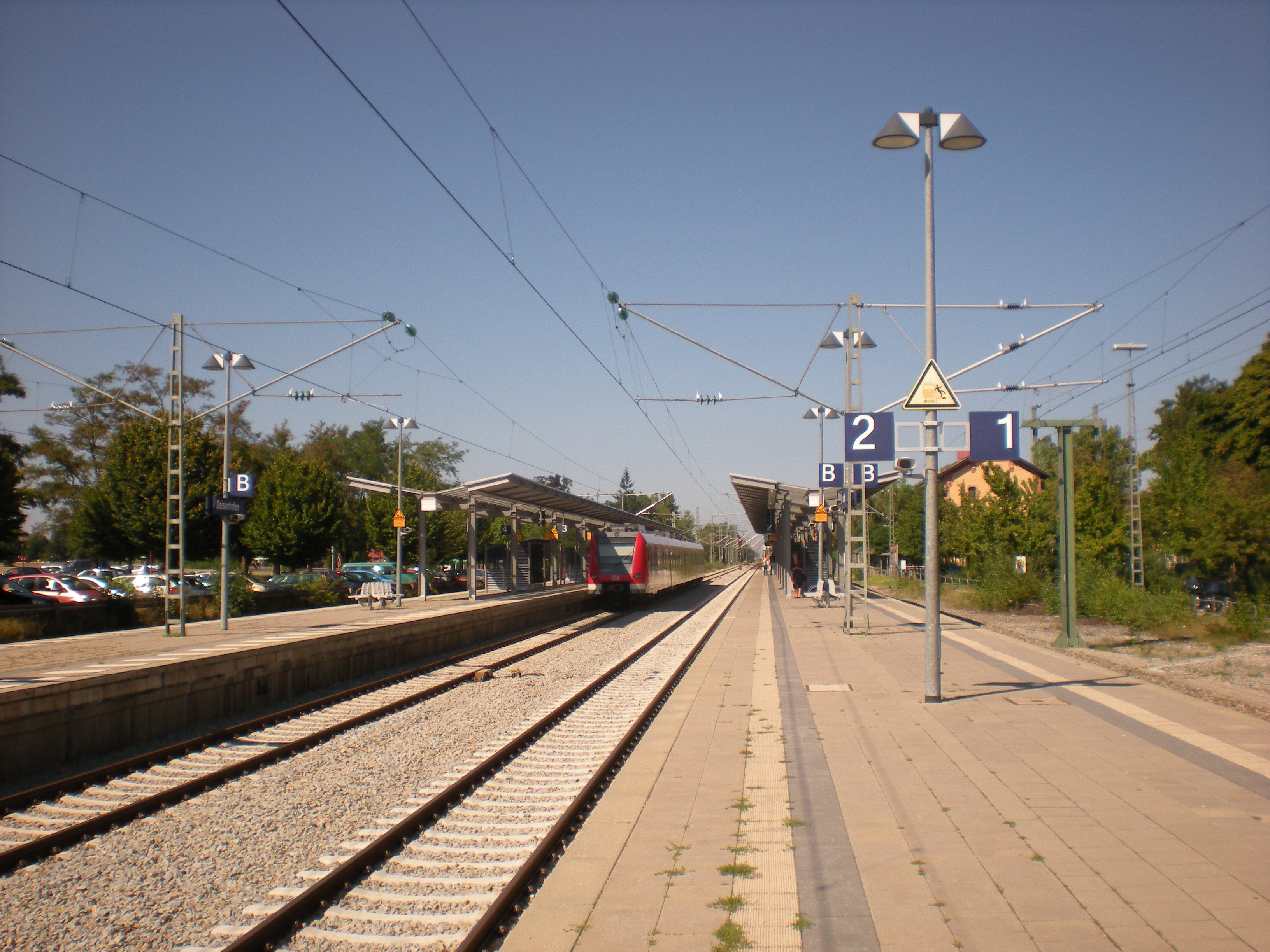
Bahnsteige

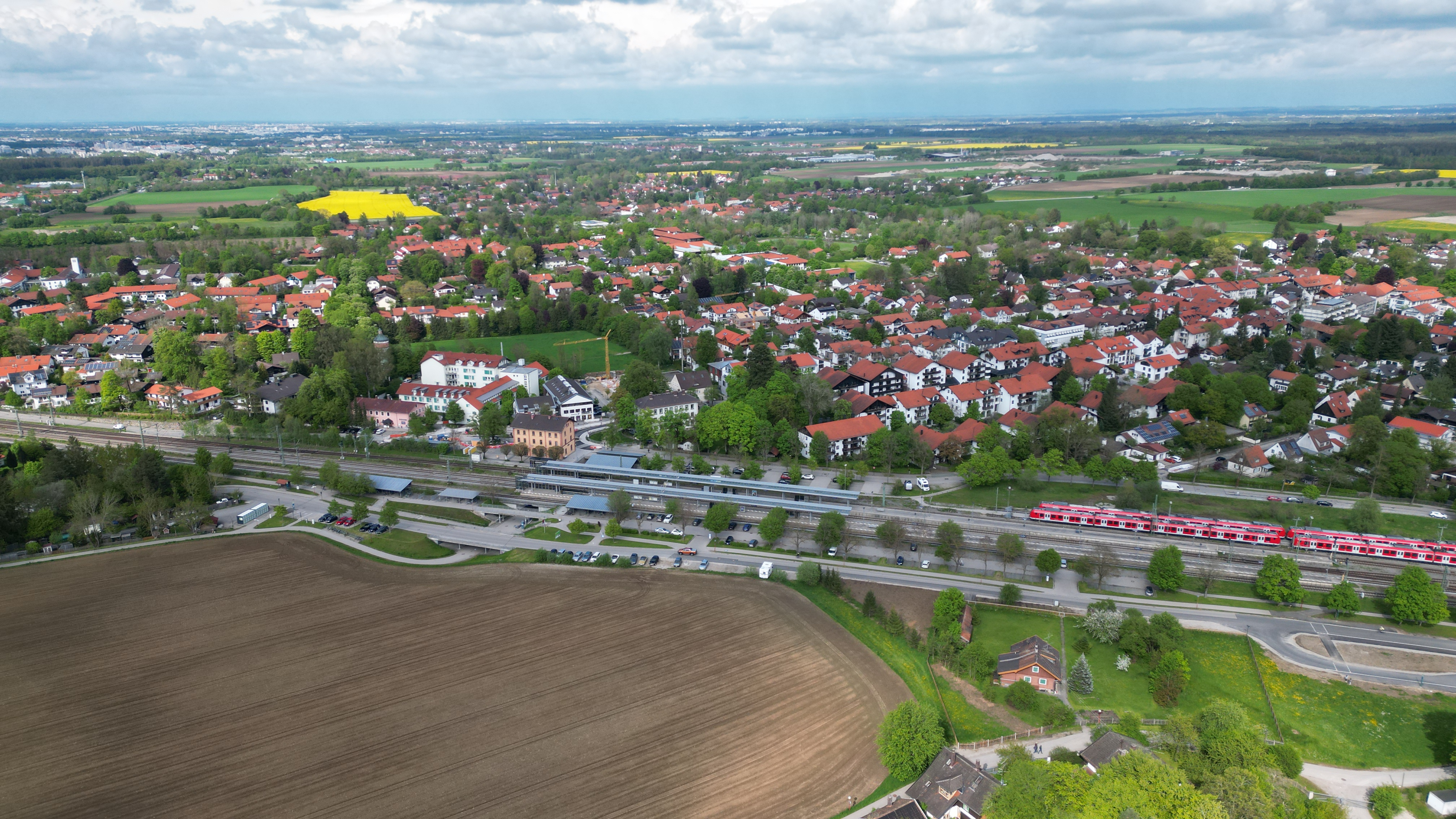
Bahnhof aus der Luft

Der Bahnhof Deisenhofen ist ein Trennungsbahnhof im Ortsteil Deisenhofen der bayerischen Gemeinde Oberhaching südlich von München. Der Bahnhof wird von der Linie S3 der S-Bahn München bedient, die zwischen Mammendorf und Holzkirchen verkehrt, sowie von der Regionalbahnlinie RB 58 München–Holzkirchen–Rosenheim der Bayerischen Regiobahn. Das Empfangsgebäude ist als Baudenkmal in die Bayerische Denkmalliste eingetragen.

## Geschichte
Der Bahnhof Deisenhofen wurde 1862 am Abschnitt München–Holzkirchen der späteren Bahnstrecke München–Lenggries eröffnet. Auf der Strecke erfolgte auch der Transport von Brenn- und Nutzholz nach München. Seit dem 10. Oktober 1898 besteht zusätzlich die Verbindung zum Münchner Ostbahnhof. Seit 1972 ist der Bahnhof in das Netz der Münchner S-Bahn integriert.
Im Jahr 2004 wurde der Bahnhof barrierefrei ausgebaut. Die Bahnsteige wurden erhöht und modernisiert, das Bahnhofsgebäude wurde renoviert. In der Nähe des Bahnhofes entstanden neue Park-and-ride-Anlagen und Fahrradabstellplätze. Die Bushaltestelle auf dem Bahnhofsvorplatz wurde ebenfalls modernisiert, auf dem Vorplatz entstand eine neue Wendeschleife für die Busse. An den Kosten beteiligte sich neben der Deutschen Bahn AG auch die Gemeinde Oberhaching.
Das ursprüngliche kleine Bahnhofsgebäude der Station Deisenhofen wurde später abgerissen und um 1875 erfolgte der Neubau des heute unter Denkmalschutz stehenden Bahnhofsgebäudes. Der Verkauf des Bahnhofsgebäudes wurde 2009 von der Deutschen Bahn ausgeschrieben. 2014 kaufte die Gemeinde Oberhaching das Gebäude. Pläne, im Bahnhofsgebäude ein Café und öffentliche Toiletten einzurichten wurden bisher nicht umgesetzt. Im ersten und zweiten Stock befinden sich vermietete Privatwohnungen.

## Aufbau
Der Bahnhof besitzt vier Bahnsteiggleise an zwei Mittelbahnsteigen. An Gleis 1 halten die S-Bahnen der Linie S3 in Richtung Ostbahnhof, an Gleis 2 in Richtung Holzkirchen, an Gleis 3 die Züge des Meridian in Richtung Solln und an Gleis 4 die Meridian-Züge Richtung Holzkirchen bzw. Rosenheim. Beide Bahnsteige sind überdacht und verfügen über digitale Zugzielanzeiger. Die Bahnsteige sind über eine Unterführung mit dem Bahnhofplatz verbunden und barrierefrei mit Aufzügen ausgestattet.
Der Bahnhof befindet sich im Gebiet des Münchner Verkehrs- und Tarifverbundes.
Das Empfangsgebäude, das heute nicht mehr als solches genutzt wird, ist ein dreigeschossiger Putzbau mit reichen Backsteingliederungen.
Bahnsteigdaten:
- Gleis 1: Länge 216 m, Höhe 96 cm
- Gleis 2: Länge 216 m, Höhe 96 cm
- Gleis 3: Länge 237 m, Höhe 96 cm
- Gleis 4: Länge 237 m, Höhe 96 cm[7]

## Verkehr
Der Bahnhof Deisenhofen wird von der Linie S 3 der S-Bahn München im 20-Minuten-Takt bedient. Nachbarstationen sind der Haltepunkt Furth in Richtung Giesing, der Haltepunkt Solln in Richtung München Hbf und der Haltepunkt Sauerlach in Richtung Holzkirchen.
Bis zum 14. Dezember 2013 begannen und endeten in Deisenhofen außerdem im Stundentakt die S-Bahn-Linien S 20 nach München-Pasing und S 27 nach München Hbf. Seit dem 15. Dezember 2013 verkehren stattdessen Züge der Bayerischen Oberlandbahn von München Hbf nach Deisenhofen, die in der Hauptverkehrszeit über Holzkirchen nach Rosenheim durchgebunden werden. Seit 2020 verkehren diese Züge unter der Marke Bayerische Regiobahn. Seit Dezember 2020 führen diese die Linienbezeichnung RB 58.
| Linie | Verlauf | Taktfrequenz                                     |
| ----- | --- | ------------------------------------------------ |
| RB58  | München Hbf – München Donnersbergerbrücke – München Heimeranplatz – München Harras – München-Mittersendling – München Siemenswerke – München-Solln – Deisenhofen (– Holzkirchen – Kreuzstraße – Rosenheim) | 60 min (Hauptverkehrszeit: 30 min)               |
| S3    | Mammendorf – Malching – Maisach – Gernlinden – Esting – Olching – Gröbenzell – Lochhausen – Langwied – Pasing – Laim – Hirschgarten – Donnersbergerbrücke – Hackerbrücke – Hauptbahnhof – Karlsplatz (Stachus) – Marienplatz – Isartor – Rosenheimer Platz – Ostbahnhof – St.-Martin-Straße – Giesing – Fasangarten – Fasanenpark – Unterhaching – Taufkirchen – Furth – Deisenhofen – Sauerlach – Otterfing – Holzkirchen | 20 min (Hauptverkehrszeit: stadteinwärts 10 min) |

Vom Bahnhof Deisenhofen verkehren Regionalbusse nach Höllriegelskreuth, Unterhaching, Neuperlach Süd, Sauerlach, Dietramszell, Wolfratshausen und zur Kugler Alm sowie der Ortsbus Oberhaching nach Furth. Die Busse sind in den Münchner Verkehrs- und Tarifverbund (MVV) integriert. Außerdem verbindet der private Biberger Bürger-Bus (BBB) den Bahnhof mit den außenliegenden Ortschaften Oberhachings Oberbiberg, Jettenhausen, Gerblinghausen, Ödenpullach und Kreuzpullach.